# Superliga 2021-2022 (pallavolo maschile, Albania)
La Superliga 2021-2022, 76ª edizione della massima serie del campionato albanese maschile di pallavolo, si è svolta dal 1º ottobre 2021 al 30 aprile 2022: al torneo hanno partecipato nove squadre di club albanesi e la vittoria finale è andata per la decima volta al Tirana.

## Regolamento

### Formula
La formula ha previsto:
- Regular season, disputata con girone all'italiana, con gare di andata e ritorno, per un totale di diciotto giornate: le prime due classificate hanno acceduto alle semifinali play-off, mentre le squadre classificate dal terzo al sesto posto hanno acceduto ai quarti di finale.
- Play-off, disputati con:
  - Quarti di finale, giocati con gare di andata e ritorno.
  - Semifinali, giocate al meglio di due vittorie su tre gare.
  - Finale, giocata al meglio di tre vittorie su cinque gare.

### Criteri di classifica
Se il risultato finale è stato di 3-0 o 3-1 sono stati assegnati 3 punti alla squadra vincente e 0 a quella sconfitta, se il risultato finale è stato di 3-2 sono stati assegnati 2 punti alla squadra vincente e 1 a quella sconfitta.

## Squadre partecipanti
| Club             | Stagione | Città   | Impianto              | Stagione precedente                             |
| ---------------- | -------- | ------- | --------------------- | ----------------------------------------------- |
| Elbasani         | dettagli | Elbasan | Tomorr Sinani         | 4ª in Grupi A1 (girone A).                      |
| Erzeni           | dettagli | Shijak  | Ramazan Njala         | 1ª in Grupi A1 (girone A); finale play-off.     |
| Farka            | dettagli | Farkë   | Palestra Farka Volley | 3ª in Grupi A1 (girone B).                      |
| Partizani Tirana | dettagli | Tirana  | Asllan Rusi           | 1ª in Grupi A1 (girone B); campione d'Albania.  |
| Skënderbeu       | dettagli | Coriza  | Tamara Nicolla        | 3ª in Grupi A1 (girone A).                      |
| Studenti Tirana  | dettagli | Tirana  | Asllan Rusi           | 4ª in Grupi A1 (girone B).                      |
| Teuta            | dettagli | Durazzo | Ramazan Njala         | 5ª in Grupi A1 (girone A).                      |
| Tirana           | dettagli | Tirana  | Farie Hoti            | 2ª in Grupi A1 (girone B); semifinali play-off. |
| Vllaznia         | dettagli | Scutari | Qazim Dervishi        | 2ª in Grupi A1 (girone A); semifinali play-off. |

## Torneo

### Regular season

#### Risultati
| Prima giornata |                          |        |                            |
|                |                          |        |                            |
| Riposa:        | Tirana                   | Tirana | Tirana                     |
| 01-10          | Vllaznia - Elbasani      | 3-0    | 25-21, 27-25, 25-22        |
| 02-10          | Erzeni - Skenderbeu      | 3-1    | 21-25, 25-16, 25-19, 25-18 |
| 01-10          | Farka - Studenti Tirana  | 0-3    | 19-25, 22-25, 15-25        |
| 02-10          | Teuta - Partizani Tirana | 0-3    | 26-28, 12-25, 17-25        |

| Seconda giornata |                         |                  |                            |
|                  |                         |                  |                            |
| Riposa:          | Partizani Tirana        | Partizani Tirana | Partizani Tirana           |
| 27-10            | Studenti Tirana - Teuta | 1-3              | 25-23, 21-25, 17-25, 14-25 |
| 09-10            | Skenderbeu - Farka      | 3-0              | 25-14, 25-22, 25-11        |
| 09-10            | Erzeni - Elbasani       | 3-0              | 25-17, 25-7, 25-13         |
| 08-10            | Tirana - Vllaznia       | 3-0              | 25-21, 25-17, 25-18        |

| Terza giornata |                                    |          |                                   |
|                |                                    |          |                                   |
| Riposa:        | Vllaznia                           | Vllaznia | Vllaznia                          |
| 15-10          | Erzeni - Tirana                    | 0-3      | 21-25, 23-25, 18-25               |
| 16-10          | Farka - Elbasani                   | 1-3      | 16-25, 25-22, 18-25, 17-25        |
| 16-10          | Teuta - Skenderbeu                 | 3-2      | 20-25, 25-22, 25-21, 20-25, 15-13 |
| 02-11          | Partizani Tirana - Studenti Tirana | 3-0      | 25-10, 25-16, 25-19               |

| Quarta giornata |                               |                 |                            |
|                 |                               |                 |                            |
| Riposa:         | Studenti Tirana               | Studenti Tirana | Studenti Tirana            |
| 23-10           | Skenderbeu - Partizani Tirana | 0-3             | 22-25, 20-25, 15-25        |
| 23-10           | Elbasani - Teuta              | 3-1             | 25-16, 13-25, 28-26, 25-17 |
| 22-10           | Tirana - Farka                | 3-0             | 25-15, 25-14, 25-21        |
| 22-10           | Vllaznia - Erzeni             | 1-3             | 14-25, 23-25, 25-22, 14-25 |

| Quinta giornata |                              |        |                     |
|                 |                              |        |                     |
| Riposa:         | Erzeni                       | Erzeni | Erzeni              |
| 29-10           | Farka - Vllaznia             | 0-3    | 17-25, 18-25, 16-25 |
| 30-10           | Teuta - Tirana               | 0-3    | 20-25, 15-25, 16-25 |
| 30-10           | Partizani Tirana - Elbasani  | 3-0    | 25-13, 25-12, 25-20 |
| 29-10           | Studenti Tirana - Skenderbeu | 0-3    | 9-25, 0-25, 0-25    |

| Sesta giornata |                            |            |                                   |
|                |                            |            |                                   |
| Riposa:        | Skenderbeu                 | Skenderbeu | Skenderbeu                        |
| 05-11          | Elbasani - Studenti Tirana | 3-2        | 13-25, 23-25, 25-21, 25-23, 15-10 |
| 05-11          | Tirana - Partizani Tirana  | 3-2        | 25-22, 17-25, 18-25, 25-21, 15-9  |
| 05-11          | Vllaznia - Teuta           | 3-1        | 23-25, 25-13, 33-31, 28-26        |
| 06-11          | Erzeni - Farka             | 3-0        | 25-18, 25-13, 26-24               |

| Settima giornata |                             |       |                            |
|                  |                             |       |                            |
| Riposa:          | Farka                       | Farka | Farka                      |
| 13-11            | Teuta - Erzeni              | 0-3   | 18-25, 18-25, 18-25        |
| 12-11            | Partizani Tirana - Vllaznia | 3-0   | 25-18, 25-18, 25-21        |
| 12-11            | Studenti Tirana - Tirana    | 1-3   | 25-21, 12-25, 10-25, 18-25 |
| 13-11            | Skenderbeu - Elbasani       | 3-0   | 27-25, 25-16, 25-21        |

| Ottava giornata |                            |          |                            |
|                 |                            |          |                            |
| Riposa:         | Elbasani                   | Elbasani | Elbasani                   |
| 19-11           | Tirana - Skenderbeu        | 3-0      | 25-11, 25-23, 25-16        |
| 19-11           | Vllaznia - Studenti Tirana | 1-3      | 19-25, 25-16, 22-25, 28-30 |
| 19-11           | Erzeni - Partizani Tirana  | 3-1      | 18-25, 25-20, 25-21, 25-21 |
| 20-11           | Farka - Teuta              | 0-3      | 18-25, 20-25, 11-25        |

| Nona giornata |                          |       |                     |
|               |                          |       |                     |
| Riposa:       | Teuta                    | Teuta | Teuta               |
| 26-11         | Partizani Tirana - Farka | 3-0   | 25-13, 25-12, 25-16 |
| 24-11         | Studenti Tirana - Erzeni | 0-3   | 18-25, 13-25, 22-25 |
| 27-11         | Skenderbeu - Vllaznia    | 3-0   | 25-14, 25-23, 25-20 |
| 24-11         | Elbasani - Tirana        | 0-3   | 23-25, 20-25, 15-25 |

| Decima giornata |                          |        |                                   |
|                 |                          |        |                                   |
| Riposa:         | Tirana                   | Tirana | Tirana                            |
| 29-01           | Elbasani - Vllaznia      | 3-2    | 29-27, 29-27, 12-25, 30-32, 15-8  |
| 29-01           | Skenderbeu - Erzeni      | 3-2    | 19-25, 25-22, 16-25, 25-22, 17-15 |
| 28-01           | Studenti Tirana - Farka  | 3-0    | 25-13, 25-21, 25-19               |
| 28-01           | Partizani Tirana - Teuta | 3-0    | 25-12, 25-15, 25-15               |

| Undicesima giornata |                         |                  |                            |
|                     |                         |                  |                            |
| Riposa:             | Partizani Tirana        | Partizani Tirana | Partizani Tirana           |
| 04-02               | Teuta - Studenti Tirana | 3-1              | 30-28, 26-28, 25-21, 27-25 |
| 05-02               | Farka - Skenderbeu      | 0-3              | 18-25, 17-25, 10-25        |
| 05-02               | Erzeni - Elbasani       | 3-0              | 25-14, 25-18, 25-15        |
| 04-02               | Vllaznia - Tirana       | 1-3              | 25-20, 20-25, 14-25, 18-25 |

| Dodicesima giornata |                                    |          |                                   |
|                     |                                    |          |                                   |
| Riposa:             | Vllaznia                           | Vllaznia | Vllaznia                          |
| 11-02               | Tirana - Erzeni                    | 2-3      | 25-19, 23-25, 25-22, 22-25, 10-15 |
| 12-02               | Elbasani - Farka                   | 3-0      | 25-18, 25-14, 25-22               |
| 11-02               | Skenderbeu - Teuta                 | 3-2      | 27-29, 25-13, 25-12, 21-25, 15-8  |
| 12-02               | Studenti Tirana - Partizani Tirana | 0-3      | 11-25, 20-25, 15-25               |

| Tredicesima giornata |                               |                 |                     |
|                      |                               |                 |                     |
| Riposa:              | Studenti Tirana               | Studenti Tirana | Studenti Tirana     |
| 18-02                | Partizani Tirana - Skenderbeu | 3-0             | 25-17, 29-27, 25-18 |
| 19-02                | Teuta - Elbasani              | 0-3             | 19-25, 16-25, 21-25 |
| 17-02                | Farka - Tirana                | 0-3             | 13-25, 13-25, 10-25 |
| 22-02                | Erzeni - Vllaznia             | 3-0             | 25-20, 25-17, 25-19 |

| Quattordicesima giornata |                              |        |                     |
|                          |                              |        |                     |
| Riposa:                  | Erzeni                       | Erzeni | Erzeni              |
| 25-02                    | Vllaznia - Farka             | 3-0    | 25-11, 25-8, 25-15  |
| 24-02                    | Tirana - Teuta               | 3-0    | 25-11, 25-18, 25-15 |
| 26-02                    | Elbasani - Partizani Tirana  | 0-3    | 18-25, 19-25, 15-25 |
| 26-02                    | Skenderbeu - Studenti Tirana | 3-0    | 25-17, 25-17, 25-21 |

| Quindicesima giornata |                            |            |                                   |
|                       |                            |            |                                   |
| Riposa:               | Skenderbeu                 | Skenderbeu | Skenderbeu                        |
| 11-03                 | Studenti Tirana - Elbasani | 3-1        | 21-25, 25-22, 25-17, 25-16        |
| 11-03                 | Partizani Tirana - Tirana  | 3-2        | 19-25, 21-25, 25-22, 25-20, 16-14 |
| 12-03                 | Teuta - Vllaznia           | 0-3        | 19-25, 21-25, 16-25               |
| 12-03                 | Farka - Erzeni             | 0-3        | 7-25, 15-25, 12-25                |

| Sedicesima giornata |                             |       |                            |
|                     |                             |       |                            |
| Riposa:             | Farka                       | Farka | Farka                      |
| 18-03               | Erzeni - Teuta              | 3-0   | 25-9, 25-17, 25-17         |
| 19-03               | Vllaznia - Partizani Tirana | 1-3   | 25-22, 16-25, 17-25, 19-25 |
| 18-03               | Tirana - Studenti Tirana    | 3-0   | 25-8, 25-9, 25-14          |
| 19-03               | Elbasani - Skenderbeu       | 3-1   | 21-25, 25-15, 25-20, 25-16 |

| Diciassettesima giornata |                            |          |                                   |
|                          |                            |          |                                   |
| Riposa:                  | Elbasani                   | Elbasani | Elbasani                          |
| 26-03                    | Skenderbeu - Tirana        | 0-3      | 13-25, 20-25, 22-25               |
| 25-03                    | Studenti Tirana - Vllaznia | 0-3      | 20-25, 18-25, 15-25               |
| 25-03                    | Partizani Tirana - Erzeni  | 3-2      | 26-28, 25-20, 19-25, 25-23, 15-10 |
| 25-03                    | Teuta - Farka              | 3-0      | 25-14, 25-16, 25-14               |

| Diciottesima giornata |                          |       |                            |
|                       |                          |       |                            |
| Riposa:               | Teuta                    | Teuta | Teuta                      |
| 01-04                 | Farka - Partizani Tirana | 0-3   | 14-25, 8-25, 12-25         |
| 01-04                 | Erzeni - Studenti Tirana | 3-1   | 25-18, 21-25, 25-14, 25-21 |
| 02-04                 | Vllaznia - Skenderbeu    | 3-1   | 25-20, 25-18, 26-28, 25-20 |
| 02-04                 | Tirana - Elbasani        | 3-0   | 25-13, 25-16, 25-13        |

##### Classifica
| Pos. | Squadra          | Pt | G  | V  | P  | SV | SP | Ratio | PF    | PS    | Ratio |
| ---- | ---------------- | -- | -- | -- | -- | -- | -- | ----- | ----- | ----- | ----- |
| 1.   | Tirana           | 43 | 16 | 14 | 2  | 46 | 10 | 4,600 | 1 327 | 991   | 1,339 |
| 2.   | Partizani Tirana | 41 | 16 | 14 | 2  | 45 | 11 | 4,090 | 1 334 | 1 018 | 1,310 |
| 3.   | Erzeni           | 40 | 16 | 13 | 3  | 43 | 15 | 2,866 | 1 366 | 1 090 | 1,253 |
| 4.   | Skënderbeu       | 23 | 16 | 8  | 8  | 29 | 28 | 1,035 | 1 237 | 1 173 | 1,054 |
| 5.   | Vllaznia         | 22 | 16 | 7  | 9  | 27 | 29 | 0,931 | 1 256 | 1 243 | 1,010 |
| 6.   | Elbasani         | 19 | 16 | 7  | 9  | 22 | 34 | 0,647 | 1 141 | 1 269 | 0,899 |
| 7.   | Teuta            | 15 | 16 | 5  | 11 | 19 | 37 | 0,513 | 1 128 | 1 294 | 0,871 |
| 8.   | Studenti Tirana  | 13 | 16 | 4  | 12 | 18 | 38 | 0,473 | 1 060 | 1 307 | 0,811 |
| 9.   | Farka            | 0  | 16 | 0  | 16 | 1  | 48 | 0,020 | 759   | 1 223 | 0,620 |

      Qualificata alle semifinali play-off.
      Qualificata ai quarti di finale play-off.

### Play-off

#### Tabellone
|  | Quarti di finale | Quarti di finale | Quarti di finale | Quarti di finale |  |  | Semifinali | Semifinali       | Semifinali | Semifinali | Semifinali |   |   | Finale | Finale | Finale | Finale | Finale | Finale | Finale |  |
|  |                  |                  |                  |                  |  |  |            |                  |            |            |            |   |   |        |        |        |        |        |        |        |  |
|  | 4                | Skënderbeu       | 2                | 1                |  |  |            |                  |            |            |            |   |   |        |        |        |        |        |        |        |  |
|  | 5                | Vllaznia         | 3                | 3                |  |  | 1          | Tirana           | 3          | 3          |            |   |   |        |        |        |        |        |        |        |  |
|  |                  |                  |                  |                  |  |  | 5          | Vllaznia         | 0          | 0          |            |   |   |        |        |        |        |        |        |        |  |
|  |                  |                  |                  |                  |  |  |            |                  |            |            |            |   |   | 1      | Tirana | 3      | 3      | 1      | 3      |        |  |
|  | 3                | Erzeni           | 3                | 3                |  |  |            |                  | 3          | Erzeni     | 0          | 1 | 3 | 2      |        |        |        |        |        |        |  |
|  | 6                | Elbasani         | 0                | 0                |  |  | 2          | Partizani Tirana | 3          | 1          | 1          |   |   |        |        |        |        |        |        |        |  |
|  |                  |                  |                  |                  |  |  | 3          | Erzeni           | 1          | 3          | 3          |   |   |        |        |        |        |        |        |        |  |

#### Risultati

##### Quarti di finale
| Andata |                       |     |                                   |
|        |                       |     |                                   |
| 05-04  | Skenderbeu - Vllaznia | 2-3 | 21-25, 19-25, 25-19, 25-19, 10-15 |
| 05-04  | Erzeni - Elbasani     | 3-0 | 25-14, 25-11, 25-12               |

| Ritorno |                       |     |                            |
|         |                       |     |                            |
| 08-04   | Vllaznia - Skenderbeu | 3-1 | 22-25, 25-12, 25-16, 25-23 |
| 08-04   | Elbasani - Erzeni     | 0-3 | 11-25, 12-25, 19-25        |

##### Semifinali
| Gara 1 |                           |     |                            |
|        |                           |     |                            |
| 12-04  | Tirana - Vllaznia         | 3-0 | 25-17, 25-22, 25-20        |
| 12-04  | Partizani Tirana - Erzeni | 3-1 | 25-21, 25-23, 25-27, 28-26 |

| Gara 2 |                           |     |                            |
|        |                           |     |                            |
| 15-04  | Vllaznia - Tirana         | 0-3 | 18-25, 20-25, 13-25        |
| 15-04  | Erzeni - Partizani Tirana | 3-1 | 20-25, 25-17, 25-19, 26-24 |

| Gara 3 |                           |     |                            |
|        |                           |     |                            |
| 18-04  | Partizani Tirana - Erzeni | 1-3 | 25-18, 23-25, 25-27, 21-25 |

##### Finale
| Gara 1 |                 |     |                     |
|        |                 |     |                     |
| 21-04  | Tirana - Erzeni | 3-0 | 26-24, 25-23, 25-22 |

| Gara 2 |                 |     |                            |
|        |                 |     |                            |
| 24-04  | Erzeni - Tirana | 1-3 | 15-25, 25-23, 23-25, 22-25 |

| Gara 3 |                 |     |                            |
|        |                 |     |                            |
| 27-04  | Tirana - Erzeni | 1-3 | 23-25, 25-20, 23-25, 27-29 |

| Gara 4 |                 |     |                                   |
|        |                 |     |                                   |
| 30-04  | Erzeni - Tirana | 2-3 | 23-25, 23-25, 25-21, 25-15, 13-15 |

## Verdetti
| Squadra | Qualificazione        |
| ------- | --------------------- |
| Tirana  | Challenge Cup 2022-23 |

## Statistiche
| Rendimento individuale | Rendimento individuale | Rendimento individuale | Rendimento individuale |
| Pos.                   | Nome                   | Punti                  | Squadra                |
| ---------------------- | ---------------------- | ---------------------- | ---------------------- |
| 1                      | Nikolin Qafarena       | 367                    | Vllaznia               |
| 2                      | Asmend Kula            | 361                    | Erzeni                 |
| 3                      | Ledion Martiro         | 338                    | Tirana                 |
| 4                      | Anis Çullhaj           | 310                    | Erzeni                 |
| 5                      | Osman Qepa             | 306                    | Partizani Tirana       |
| 6                      | Brajan Thano           | 286                    | Elbasani               |
| 7                      | Stanislav Azarov       | 285                    | Erzeni                 |
| 8                      | Emiljan Xhabrahimi     | 232                    | Teuta                  |
| 9                      | Gilman Talani          | 227                    | Vllaznia               |
| 10                     | Klaudjo Barçi          | 202                    | Skënderbeu             |

| Attacchi vincenti | Attacchi vincenti  | Attacchi vincenti | Attacchi vincenti |
| Pos.              | Nome               | Punti             | Squadra           |
| ----------------- | ------------------ | ----------------- | ----------------- |
| 1                 | Nikolin Qafarena   | 330               | Vllaznia          |
| 2                 | Asmend Kula        | 271               | Erzeni            |
| 2                 | Ledion Martiro     | 271               | Tirana            |
| 4                 | Brajan Thano       | 264               | Elbasani          |
| 5                 | Anis Çullhaj       | 261               | Erzeni            |
| 6                 | Stanislav Azarov   | 248               | Erzeni            |
| 7                 | Osman Qepa         | 242               | Partizani Tirana  |
| 8                 | Emiljan Xhabrahimi | 201               | Teuta             |
| 9                 | Gilman Talani      | 181               | Vllaznia          |
| 10                | Seimir Dragoi      | 162               | Skënderbeu        |

| Muri vincenti | Muri vincenti  | Muri vincenti | Muri vincenti    |
| Pos.          | Nome           | Punti         | Squadra          |
| ------------- | -------------- | ------------- | ---------------- |
| 1             | Norgen Baruti  | 58            | Tirana           |
| 2             | Raul Sabliqi   | 51            | Erzeni           |
| 3             | Fabio Hoxha    | 50            | Erzeni           |
| 4             | Krist Martiro  | 47            | Tirana           |
| 5             | Asmend Kula    | 46            | Erzeni           |
| 6             | Juli Çela      | 40            | Partizani Tirana |
| 7             | Ledion Martiro | 38            | Tirana           |
| 7             | Emanuel Driza  | 38            | Skënderbeu       |
| 9             | Erni Arapi     | 34            | Elbasani         |
| 10            | Gersi Jula     | 31            | Vllaznia         |

| Battute vincenti | Battute vincenti | Battute vincenti | Battute vincenti |
| Pos.             | Nome             | Punti            | Squadra          |
| ---------------- | ---------------- | ---------------- | ---------------- |
| 1                | Asmend Kula      | 44               | Erzeni           |
| 2                | Osman Qepa       | 41               | Partizani Tirana |
| 3                | Anis Çullhaj     | 35               | Erzeni           |
| 4                | Ledion Martiro   | 29               | Tirana           |
| 5                | Aldo Dashi       | 27               | Erzeni           |
| 6                | Gilman Talani    | 26               | Vllaznia         |
| 7                | Nikolin Qafarena | 23               | Vllaznia         |
| 8                | Norgen Baruti    | 20               | Tirana           |
| 8                | Krist Martiro    | 20               | Tirana           |
| 10               | Ervin Çali       | 19               | Tirana           |